# Unió Excursionista de Catalunya de Barcelona
La Unió Excursionista de Catalunya de Barcelona és un club d'excursionisme barceloní, que forma part de la Unió Excursionista de Catalunya, fundat l'any 1931 com Unió Excursionista de Barcelona.

## Seccions
La Unió Excursionista de Catalunya de Barcelona és una entitat dedicada al foment de la tècnica i de la pràctica de l'excursionisme, en totes les seves vessants, tant esportives com culturals i de lleure. Per tal de dur a terme totes aquestes activitats, hi ha constituïdes les següents seccions: Muntanya, Alta Muntanya i Escalada (SAME), Iniciació a la muntanya (SIM), Investigacions i Recerques Espeleològiques (SIRE), Esquí, Cantaires de la UEC, Arxiu Bibliogràfic Excursionista (ABE) i Fotografia.
- La secció més activa de la UEC, dedicada als més petits, és la Secció d'Iniciació a la Muntanya (SIM)
- La secció per a activitats de muntanya de la UEC de Barcelona és la Secció d'Alta Muntanya i Escalada (SAME)

## Activitats
El plat fort de la UEC de Barcelona arriba a l'hivern-primavera, quan tota l'entitat es bolca en l'organització d'una cursa d'esquí de muntanya que actualment porta el nom de Cursa del Bassiero a causa de la regió on es desenvolupa.

## Història
L'any 1931, amb la fusió de les entitats: Associació Joventut Excursionista "AVANT" (1904), Centre Excursionista "PÀTRIA" (1915), Secció Excursionista de la Penya Irònica (1925), Grup Excursionista de la Unió Professional (1928) i el Grup Excursionista "ISARDS" (1929), es creà la Unió Excursionista de Barcelona, la qual, l'any 1932 es denominà Unió Excursionista de Barcelona-Centre, i l'any 1933 es denominà Unió Excursionista de Catalunya-Barcelona, primer nucli d'excursionistes del que en el decurs del temps seria l'actual Unió Excursionista de Catalunya.
De totes aquelles entitats fusionades, la més antiga, "L'AVANT", fou creada l'any 1904, així doncs, és en aquesta data quan s'inicien les activitats de l'actual UEC de Barcelona.